# Olympische Sommerspiele 1964/Leichtathletik – 4 × 400 m (Männer)

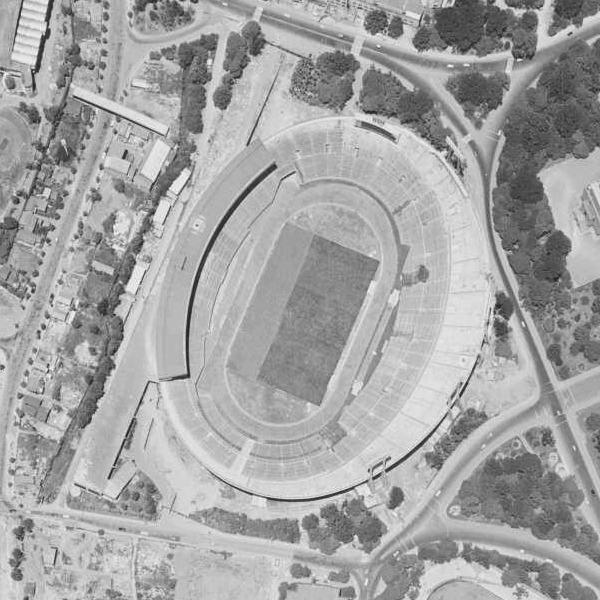
Luftaufnahme des Olympiastadions im Jahr 1963

Die 4-mal-400-Meter-Staffel der Männer bei den Olympischen Spielen 1964 in Tokio wurde am 20. und 21. Oktober 1964 im Olympiastadion Tokio ausgetragen. In siebzehn Staffeln nahmen 68 Athleten teil.
Olympiasieger wurde die Staffel der USA mit Ollan Cassell, Mike Larrabee, Ulis Williams und Henry Carr in der neuen Weltrekordzeit von 3:00,7 min.

Silber ging an die Großbritannien in der Besetzung Tim Graham, Adrian Metcalfe, John Cooper und Robbie Brightwell.

Bronze gewann das Team aus Trinidad und Tobago (Edwin Skinner, Kent Bernard, Edwin Roberts, Wendell Mottley).
Die deutsche Staffel qualifizierte sich für das Finale und belegte dort Platz fünf. Das Schweizer Team schied als Vierter seines Vorlaufs aus. Mannschaften aus Österreich und Liechtenstein nahmen nicht teil.

## Rekorde

### Bestehende Rekorde
| Weltrekord         | 3:02,2 min | USA (Jack Yerman, Earl Young, Glenn Davis, Otis Davis) | Finale OS Rom, Italien | 8. September 1960 |
| Olympischer Rekord | 3:02,2 min | USA (Jack Yerman, Earl Young, Glenn Davis, Otis Davis) | Finale OS Rom, Italien | 8. September 1960 |

### Rekordverbesserung
Das siegreiche Team der Vereinigten Staaten verbesserte den bestehenden Olympia- und gleichzeitig Weltrekord im Finale am 21. Oktober in der Besetzung Ollan Cassell, Mike Larrabee, Ulis Williams und Henry Carr um 1,5 Sekunden auf 3:00,7 min.

## Durchführung des Wettbewerbs
Die Staffeln traten am 20. Oktober zu insgesamt drei Vorläufen an. Die jeweils besten zwei Staffeln – hellblau unterlegt – und die nachfolgend zwei Zeitschnellsten – hellgrün unterlegt – qualifizierten sich für das Finale am 21. Oktober.

## Zeitplan
20. Oktober, 15:00 Uhr: Vorläufe

21. Oktober, 14:50 Uhr: Finale
Anmerkung: Alle Zeiten sind in Ortszeit Tokio (UTC + 9) angegeben.

## Vorläufe
Datum: 20. Oktober 1964, ab 15:00 Uhr
Wetterbedingungen: bewölkt, ca. 16 °C, Luftfeuchtigkeit ca. 80 %

### Vorlauf 1
| Platz | Staffel     | Besetzung                                                               | Zeit       |
| ----- | ----------- | ----------------------------------------------------------------------- | ---------- |
| 1     | USA         | Henry Carr Ollan Cassell Mike Larrabee Ulis Williams                    | 3:05,3 min |
| 2     | Sowjetunion | Hryhorij Swerbetow Wiktor Bytschkow Wassyl Anissimow Wadym Archyptschuk | 3:07,4 min |
| 3     | Frankreich  | Germain Nelzy Michel Hiblot Bernard Martin Jean-Pierre Boccardo         | 3:07,5 min |
| 4     | Indien      | Makhan Singh Amrit Pal Ajmer Singh Milkha Singh                         | 3:08,8 min |
| 5     | Japan       | Tōru Honda Kimitada Hayase Yoshihiro Amano Masami Yoshida               | 3:12,3 min |
| 6     | Senegal     | Daour M’baye Guèye Daniel Thiaw Mamadou N’Diaye Papa M’Baye N’Diaye     | 3:12,5 min |

### Vorlauf 2
| Platz | Staffel             | Besetzung                                                             | Zeit       |
| ----- | ------------------- | --------------------------------------------------------------------- | ---------- |
| 1     | Trinidad und Tobago | Edwin Skinner Kent Bernard Edwin Roberts Wendell Mottley              | 3:05,0 min |
| 2     | Polen               | Marian Filipiuk Ireneusz Kluczek Stanisław Swatowski Andrzej Badeński | 3:07,2 min |
| 3     | Italien             | Bruno Bianchi Salvatore Morale Roberto Frinolli Sergio Bello          | 3:07,6 min |
| 4     | Australien          | Peter Vassella Gary Knoke Gary Eddy Ken Roche                         | 3:08,2 min |

### Vorlauf 3
| Platz | Staffel        | Besetzung                                                                | Zeit       |
| ----- | -------------- | ------------------------------------------------------------------------ | ---------- |
| 1     | Großbritannien | Tim Graham Adrian Metcalfe John Cooper Robbie Brightwell                 | 3:04,7 min |
| 2     | Deutschland    | Jörg Jüttner Hans-Ullrich Schulz Johannes Schmitt Manfred Kinder         | 3:04,9 min |
| 3     | Jamaika        | Laurie Khan Malcolm Spence Melville Spence George Kerr                   | 3:05,3 min |
| 4     | Schweiz        | Jean-Louis Descloux Hansjörg Bosshard Marius Theiler Peter Laeng         | 3:09,3 min |
| 5     | Ghana          | James Addy Brobbey Mensah Sam Bugri Ebenezer Quartey                     | 3:10,4 min |
| 6     | Malaysia       | Karu Selvaratnam Kuda Ditta Mohamed bin Abdul Rahman Victor Asirvatham   | 3:17,6 min |
| 7     | Thailand       | Somsak Thongsuk Nipon Pensuvapap Adisorn Vitsudhamakul Manut Bumrungphuk | 3:18,4 min |

## Finale
Datum: 21. Oktober 1964, 14:50 Uhr
Wetterbedingungen: bewölkt, ca. 20 °C, Luftfeuchtigkeit ca. 72 %
| Platz | Name                | Nation                                                                  | Zeit       | Anmerkung |
| ----- | ------------------- | ----------------------------------------------------------------------- | ---------- | --------- |
| 1     | USA                 | Ollan Cassell Mike Larrabee Ulis Williams Henry Carr                    | 3:00,7 min | WR        |
| 2     | Großbritannien      | Tim Graham Adrian Metcalfe John Cooper Robbie Brightwell                | 3:01,6 min |           |
| 3     | Trinidad und Tobago | Edwin Skinner Kent Bernard Edwin Roberts Wendell Mottley                | 3:01,7 min |           |
| 4     | Jamaika             | Laurie Khan Malcolm Spence Melville Spence George Kerr                  | 3:02,3 min |           |
| 5     | Deutschland         | Jörg Jüttner Hans-Ullrich Schulz Johannes Schmitt Manfred Kinder        | 3:04,3 min |           |
| 6     | Polen               | Marian Filipiuk Ireneusz Kluczek Stanisław Swatowski Andrzej Badeński   | 3:05,3 min |           |
| 7     | Sowjetunion         | Hryhorij Swerbetow Wiktor Bytschkow Wassyl Anissimow Wadym Archyptschuk | 3:05,9 min |           |
| 8     | Frankreich          | Michel Hiblot Bernard Martin Germain Nelzy Jean-Pierre Boccardo         | 3:07,4 min |           |

Mit den Olympiasiegern über 200 Meter Henry Carr und 400 Meter Mike Larrabee galt die US-Staffel als klarer Favorit.
Im Finale gab es im US-Team einen Positionswechsel. Carr, der im Vorlauf als Startläufer angetreten war, wurde nun als Schlussläufer eingesetzt. Und dieses Rennen verlief erheblich spannender als es zu erwarten war.
Beim ersten Wechsel führte die britische Staffel mit einem Meter Vorsprung. Der zweite Brite, Adrian Metcalfe, vergrößerte zunächst den Vorsprung. Doch Larrabee zog an ihm vorbei und beim zweiten Wechsel führte die US-Mannschaft mit knapp fünf Metern Vorsprung. Ulis Williams musste alles geben, um die Spitze zu halten, was ihm gelang. Er stürzte ins Ziel und verletzte sich dabei sogar. Vier Staffeln lagen vor der Schlussrunde nur sechs Zehntelsekunden getrennt voneinander an der Spitze: USA vor Trinidad und Tobago, dann Jamaika und auf Platz vier Großbritannien. Carr spielte nun seine Stärke aus und ließ auch am Ende seine Gegner nicht mehr vorbei, einen letzten Angriff durch Wendell Mottley konnte er abwehren. Die US-Staffel war Olympiasieger in neuer Weltrekordzeit.
Dahinter ging es weiter sehr eng zu. Drei hochkarätige Schlussläufer kämpften um die beiden verbleibenden Medaillen: Mottley, Trinidad und Tobago, Silbermedaillengewinner über 400 Meter, George Kerr, Jamaika, Olympiavierter über 800 Meter und Robbie Brightwell, Großbritannien, Olympiavierter über 400 Meter. Am Schluss hatte Brightwell die meisten Reserven und errang Silber für die Briten vor Mottley mit Bronze für Trinidad und Tobago. Das Team Jamaikas blieb nur eine Zehntelsekunde über dem vorher bestehenden Weltrekord und musste sich dennoch mit Platz vier zufriedengeben. Für Robbie Brightwell war die Freude über die Medaille, die er im 400-Meter-Einzellauf knapp verpasst hatte, besonders groß, nachdem seine Braut Ann Packer Olympiasiegerin über 800 Meter geworden war.
Alle Staffeln auf den Medaillenrängen unterboten den bis dahin gültigen Weltrekord.

Im elften olympischen Finale gab es für die USA den achten Olympiasieg.

Für Trinidad und Tobago war es die erste Medaille in dieser Disziplin.
Zwischenzeiten und Einzellaufzeiten (in s/min) – inoffiziell:
- Wechsel 1 – 45,9 Großbrit. (Graham) / 46,0 USA (Cassell) / 46,0 Trinidad und Tobago (TTO) (Skinner) / 46,1 Jamaika (Kahn) / 46,8 UdSSR (Swerbetow) / 47,1 Ges.Deutschl. (Jüttner) / 47,1 Frankreich (Hiblot) / 47,5 Polen (Filipiuk)
- Wechsel 2 – 1:30,8 USA (Larrabee 44,8) / 1:31,2 TTO (Bernard 45,3) / 1:31,4 GBR (Metcalfe 45,5) / 1:31,5 JAM (Mal Spence 45,4) / 1:32,8 EUA (Schulz 45,7) / 1:33,1 URS (Bytschkow 46,3) / 1:33,5 FRA (Martin 46,4) / 1:33,5 POL (Kluczek 46,0)
- Wechsel 3 – 2:16,2 USA (Williams 45,4) / 2:16,7 TTO (Roberts 45,4) / 2:16,7 JAM (Mal Spence 45,2) / 2:16,8 GBR (Cooper 45,4) / 2:18,7 EUA (Schmitt 45,9) / 2:19,6 URS (Anissimow 46,5) / 2:19,8 POL (Swatowski 46,3) / 2:20,6 FRA (Nelzy 47,1)
- Ziel – 3:00,7 USA (Carr 44,5) / 3:01,5 GBR (Brightwell 44,8) / 3:01,7 TTO (Mottley 45,0) / 3:02,3 JAM (Kerr 45,6) / 3:04,3 EUA (Kinder 45,6) / 3:05,3 POL (Badeński 45,5) / 3:05,9 URS (Archyptschuk 46,3) / 3:07,4 FRA (Boccardo 46,8)[6]

## Videolinks
- Staffellauf 4x400m der Männer Tokio 1964, youtube.com, abgerufen am 27. Oktober 2017
- The Tokyo 1964 Olympics Part 3 | Olympic History, Bereich: 8:37 min bis 11:13 min, youtube.com, abgerufen am 6. September 2021